# كلمة السر الافتراضية
إن الأجهزة الإلكترونية تحتاج إلى اسم مستخدم و/أو كلمة سر لتسجيل الدخول، يتم عادةً توفير كلمة سر افتراضية تسمح بالدخول إلى الجهاز خلال الإعداد الأولي أو بعد إعادة تعيين إعدادات الجهاز إلى الوضع الافتراضي. 
يستخدم مصنعو هذه الأجهزة عادةً كلمات سر بسيطة في جميع المعدات التي يشحنونها، مثل المشرف أو كلمة السر، على أمل أن يقوم المستخدمون بتغيير كلمة المرور أثناء الإعداد. ويتم عادةً العثور على اسم المستخدم وكلمة السر الافتراضيين في دليل التعليمات (المتوفر لكافة الأجهزة) أو على الجهاز نفسه. 
غالباً ما يتم تنفيذ الاختراقات واسعة النطاق للموجهات أو أجهزة الراوتر في المنازل  عبر كلمات السر.ويشكل ترك كلمة السر الافتراضية على الأجهزة المتاحة للعامة خطر أمني كبير
تأتي بعض الأجهزة (مثل الموجهات اللاسلكية) مع اسم مستخدم وكلمة سر افتراضيين خاصين بالموجه ومطبوعين على ملصق، وهو خيار أكثر أماناً من كلمة سر افتراضية شائعة. ومع ذلك، يستمد بعض البائعين كلمة السر من عنوان MAC الخاص بالجهاز باستخدام خوارزمية معروفة. وفي هذه الحالة، يمكن للمهاجمين استنساخ كلمة السر بسهولة

## الوصول الافتراضي
للوصول إلى الأجهزة المتصلة بالإنترنت على الشبكة، يجب على المستخدم أن يعرف عنوان بروتوكول الإنترنت (عنوان آي بي) الافتراضي الخاص بالجهاز. يستخدم المصنعون عادةً 192.168.1.1، ولكن قد يستخدم البعض عناوين IP مختلفة. وكذلك يمكن أن يؤدي عدم تغيير هذه المعلومات إلى مشاكل متعلقة بالأمان.